# スレイド・キャラハン
スレイド・キャラハン（Slade Callaghan、1970年8月21日 - ）は、バルバドス・ブリッジタウン出身の、カナダ・ウッドバイン競馬場を拠点とする騎手である。

## 来歴
1986年、16歳のときにバルバドスで騎手免許を取得するも、翌1987年に肩の手術を受け、10ヶ月間の休養を余儀なくされる。復帰後はバルバドスで騎乗していた。
1993年、カナダに渡り、騎乗の拠点をウッドバイン競馬場に移した。
1994年、カナダで初勝利を挙げる。
2008年、マイルチャンピオンシップに出走するラーイズアトーニーと共に初来日を果たした。

## 主な騎乗馬
- Incitatus （2000年・キングエドワードブリーダーズカップハンデキャップ）
- Portcullis （2002年・ブリーダーズステークス、トロントカップハンデキャップ）
- Kathir （2004年・バルバドスゴールドカップ）
- ラーイズアトーニー（2008年コンノートカップステークス、ウッドバインマイル）